# Isyhes meres tou Avgoustou
Isyhes meres tou Avgoustou (grec: Ήσυχες μέρες του Αυγούστου, "Dies tranquils a l'agost") és una pel·lícula dramàtica grega del 199 escrita i dirigida per Pantelis Vulgaris. Va ser inscrita al 41è Festival Internacional de Cinema de Berlín.<.

## Argument
Tres històries amb el teló de fons d'una Atenes deserta a l'agost: calor sufocant, sense soroll, sense contaminació, sense embussos.
Un vell mariner jubilat ja no té res en comú amb la seva dona. Un dia, salva una dona que es va desmaiar al metro, el mateix dia que va morir el seu marit. Un empleat del banc truca una dona al telèfon cada vespre. Tenen una conversa eròtica. S'obsessiona per conèixer-la. Quan la troba, queda decebut i la màgia s'evapora. Una dona gran que viu sola amb records del seu amant durant la guerra enllaça amb el seu jove veí. El jove estafa a la persona gran que es nega a presentar una denúncia.

## Repartiment
- Aleka Paizi com a Aleka
- Themis Bazaka com a Elli
- Thanasis Veggos com a Nikolas
- Chryssoula Diavati com a Maria
- Alekos Oudinotis com a Lefteris
- Eirini Inglesi com a Eirini
- Mirka Kalatzopoulou com a Vaso
- Nina Papazaphiropoulou
- Eirini Koumarianou
- Stavros Kalaroglou
- Tonia Stavropoulou
- Aglaia Pappa